# Caprifolioideae
Caprifolioideae es una subfamilia de Caprifoliaceae. El género tipo es: Caprifolium Mill.

## Géneros
Según GRIN
- Caprifolium Mill. = Lonicera L.
- Heptacodium Rehder
- Leycesteria Wall.
- Lonicera L.
- Metalonicera M. Wang & A. G. Gu = Lonicera L.
- Symphoricarpos Duhamel
- Triosteum L.
- Xylosteon Mill. = Lonicera L.

Según Wikispecies
- Devendraea
- Heptacodium
- Leycesteria
- Lonicera
- Symphoricarpos
- Triosteum